# Romaines
 (novembre 2016).
Si vous disposez d'ouvrages ou d'articles de référence ou si vous connaissez des sites web de qualité traitant du thème abordé ici, merci de compléter l'article en donnant les références utiles à sa vérifiabilité et en les liant à la section « Notes et références ».
Pour l’article ayant un titre homophone, voir Romaine.
Romaines est une ancienne commune française du département de l'Aube.

## Géographie
Le village avait comme parties, sur le cadastre de 1837 : les Cercueils, Raccroche, le Pré de la Tuerie.

## Toponymie
Anciennes mentions : Romains (1032), Romani (XVe siècle), Romana (XVIIe siècle), Romaine (XVIIIe siècle).

## Histoire
Cette localité est mentionnée dès 1032 dans la charte de fondation de l'abbaye Saint-Martin d'Épernay.
C'était un fief qui  relevait de Ramerupt. Jean III de Mertus possédait un château à Romaines en 1561, maison seigneuriale... fermée de fossez... où il y a un pont levis. Le 15 janvier 1740, Jacquette de Guigne veuve de Jean d'Aulnay partage ses biens, Armand son fils avoue en 1744 qu'il a démoli le château de bois pour le rebâtir à neuf pour 12 000 livres tout en conservant les fossés. En 1789, le village dépendait de l'intendance et de la généralité de Châlons, de l'élection de Bar-sur-Aube et du bailliage de Chaumont.
Romaines fusionne avec Ramerupt le 1er juillet 1973.

## Démographie
| 1911 | 1921 | 1926 | 1931 | 1936 | 1946 | 1954 | 1962 | 1968 |
| ---- | ---- | ---- | ---- | ---- | ---- | ---- | ---- | ---- |
| 45   | 36   | 38   | 31   | 31   | 24   | 26   | 26   | 22   |

## Monuments
- Église du XVIe siècle, inscrite MH[4]